# Oxygonum atriplicifolium
Oxygonum atriplicifolium là một loài thực vật có hoa trong họ Rau răm. Loài này được (Meisn.) Martelli mô tả khoa học đầu tiên năm 1886.